# Kryptoglanis shajii
Kryptoglanis shajii – stygobiontyczny gatunek słodkowodnej ryby sumokształtnej z monotypowego rodzaju Kryptoglanis i monotypowej rodziny Kryptoglanidae, dla których jest gatunkiem typowym.

## Zasięg występowania
Endemit stanu Kerala – dystrykt Thrissur (Triśur) w południowo-zachodnich Indiach. Został odkryty w podpowierzchniowych strumieniach, później potwierdzono jego występowanie wśród gęstej roślinności na polach ryżowych.

## Cechy morfologiczne
Morfologia K. shajii różni się od wszystkich innych znanych gatunków sumów. Różnice te doprowadziły do umieszczenia gatunku w odrębnej rodzinie. 
Główne cechy morfologiczne: brak płetwy grzbietowej, otwór gębowy skierowany ku górze, z wyraźnie wystającą żuchwą, oczy zredukowane (podskórne), płetwa odbytowa całkowicie zlewa się z płetwą ogonową; płetwy odbytowa i ogonowa mają razem 70–74 promienie, kolce nie występują w żadnej z płetw, cztery pary wąsików. Osiąga ok. 6 cm długości standardowej (SL).